# Lucas Ordoñez

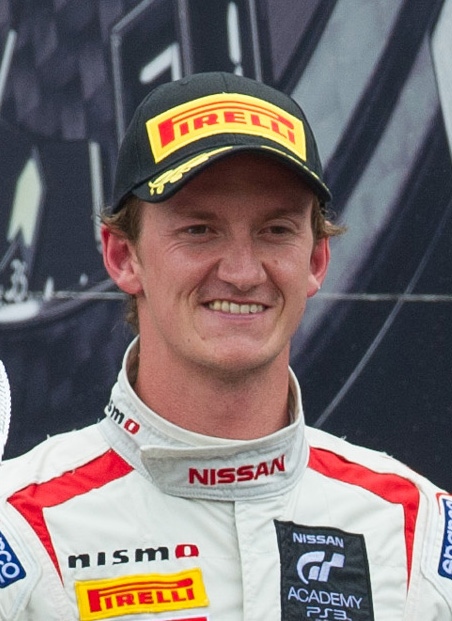
Lucas Ordoñez 2013

Lucas Ordoñez Martín-Esperanza (* 1. Mai 1985 in Madrid) ist ein ehemaliger spanischer Automobilrennfahrer. Er startete 2015 in der japanischen Formel-3-Meisterschaft.

## Karriere
Ordóñez begann seine Motorsportkarriere im Kartsport. Allerdings musste er die Kartsportkarriere 2001 im Alter von 16 Jahren aufgrund fehlenden Budgets beenden. Er widmete sich anschließend einem Studium. 2008 nahm er an der GT Academy teil, einem Wettbewerb von Sony und Nissan, die virtuelle Autorennen auf der PlayStation austrugen und als Preis die Teilnahme an einem echten Autorennen versprachen. Ordoñez setzte sich mit einem weiteren Teilnehmer gegen 25.000 Kandidaten durch und erhielt ein „echtes“ Renncockpit beim 24-Stunden-Rennen von Dubai 2009. Bei diesem war unter anderem der ehemalige Formel-1-Pilot Johnny Herbert sein Teamkollege. Er trat anschließend zwei Saisons im GT4 Europacup an. Bereits am ersten Rennwochenende erzielte er eine Podest-Platzierung. Die erste Saison beendete er zusammen mit seinem Teamkollegen Alex Buncombe auf dem zweiten Platz in der Meisterschaft. Die beiden gewannen zwei Rennen. 2010 bildete er ein Team mit Jordan Tresson, der ein Jahr nach ihm die GT Academy gewonnen hatte, und erzielte mit ihm zusammen den vierten Gesamtrang.
2010 debütierte Ordoñez zudem im Le-Mans-Prototypen. Er nahm an einem Rennen der Le Mans Series in der LMP2-Klasse teil. 2011 erhielt Ordoñez bei Signatech-Nissan ein LMP2-Cockpit in einem Oreca 03-Nissan im Intercontinental Le Mans Cup. Zusammen mit Soheil Ayari und Franck Mailleux gewann er bei den ersten vier Rennen jeweils die LMP2-Wertung des Intercontinental Le Mans Cups. Eines dieser vier Rennen war das 24-Stunden-Rennen von Le Mans 2011. Dort erzielten sie den neunten Gesamtrang und wurden Zweiter in der LMP2-Wertung. Da das vor ihnen gelegene Fahrzeug in der LMP2 jedoch nicht im Intercontinental Le Mans Cup eingeschrieben war, wurden sie in dieser Serie als Sieger der LMP2-Wertung dieses Rennens gewertet. Beim Saisonfinale gewann Ordoñez mit Mailleux und Jean Karl Vernay ein weiteres Mal die LMP2-Wertung des Intercontinental Le Mans Cups. In der LMP2-Wertung erzielte ihr Team den Gesamtsieg. Mailleux und Ordoñez waren die Piloten, die die meisten Punkte in der LMP2-Wertung erzielt hatten. Ordoñez wurde zudem Rookie des Jahres. 2012 wechselte Ordoñez zu Greaves Motorsport in die European Le Mans Series (ELMS). Er bildete dort ein Team mit Alex Brundle und Tom Kimber-Smith und trat in einem Zytek Z11SN mit Nissan-Motor an. Für die dritte und letzte Veranstaltung wurde er durch Buncombe ersetzt. Darüber hinaus startete er für Greaves Motorsport zusammen mit Alex und Martin Brundle bei zwei Rennen der FIA-Langstrecken-Weltmeisterschaft (WEC). Im Oktober 2012 nahm er zusammen mit Gunnar Jeannette im DeltaWing am Petit Le Mans teil. Er beendete das Rennen auf dem fünften Platz. Ferner ging Ordoñez zu einem Rennen der Blancpain Endurance Series an den Start.
2013 bestritt Ordoñez die gesamte Saison der Blancpain Endurance Series für das Nissan GT Academy Team RJN. Dabei hatte er wechselnde Teamkollegen. Bei einem Rennen gewann er zusammen mit Buncombe und Peter Pyzera die Pro-Am-Wertung. Am Saisonende entschied er die Pro-Am-Wertung für sich. Darüber hinaus absolvierte er vier von fünf Rennen der FIA-GT-Serie und wurde Zehnter in der Pro-Am-Wertung. Weitere GT-Rennen bestritt er in diesem Jahr in der Pirelli World Challenge, der Super GT und der VLN Langstreckenmeisterschaft Nürburgring. Im LMP2-Fahrzeug kam Ordoñez 2013 für Greaves Motorsport beim 24-Stunden-Rennen von Le Mans zum Einsatz, das zur FIA-Langstrecken-Weltmeisterschaft zählte. Zusammen mit Michael Krumm und Jann Mardenborough erzielte er den neunten Platz.
2014 fuhr Ordoñez für NDDP Racing with B-MAX in der Super GT. Mit Kazuki Hoshino gewann er einmal die GT300-Wertung. Die Saison beendeten Ordoñez und Hoshino auf dem vierten Platz der GT300-Wertung. Das 24-Stunden-Rennen von Le Mans bestritt er für Nissan Motorsports in einem Experimentalfahrzeug, das in keiner Klasse gewertet wurde. 2015 blieb Ordoñez bei B-MAX und debütierte im Formelsport. Er ging in der japanischen Formel-3-Meisterschaft an den Start. Zu einer Veranstaltung trat er nicht an. Mit drei zweiten Plätzen als beste Resultate erreichte er den fünften Gesamtrang. Darüber hinaus begann Ordoñez die Saison in der Super GT für Kondo Racing in der GT500-Klasse. Nach dem dritten Rennen wurde er von Krumm abgelöst. Ferner erhielt Ordoñez ein Nissan-LMP1-Werkscockpit beim 24-Stunden-Rennen von Le Mans.

## Statistik

### Karrierestationen
| - 2009: GT4 Europacup (Platz 2) - 2010: GT4 Europacup (Platz 4) - 2010: Le Mans Series, LMP2 (Platz 25) - 2011: Intercontinental Le Mans Cup, LMP2 - 2012: ELMS, LMP2 (Platz 8) - 2012: WEC (Platz 74) | - 2012: Blancpain Endurance Series, Pro-Am - 2013: Blancpain Endurance Series, Pro-Am (Meister) - 2013: FIA-GT-Serie, Pro-Am (Platz 10) - 2013: WEC (Platz 32) - 2013: Pirelli World Challenge, GTS (Platz 39) - 2013: Super GT, GT300 (Platz 27) | - 2014: Super GT, GT300 (Platz 4) - 2015: Japanische Formel 3 (Platz 5) - 2015: Super GT - 2015: WEC (Platz 34) |

### Einzelergebnisse in der japanischen Formel-3-Meisterschaft
| Jahr | Team                        | Motor        | 1   | 2   | 3   | 4   | 5   | 6   | 7   | 8   | 9   | 10  | 11  | 12  | 13  | 14  | 15  | 16  | 17  | Punkte | Rang |
| ---- | --------------------------- | ------------ | --- | --- | --- | --- | --- | --- | --- | --- | --- | --- | --- | --- | --- | --- | --- | --- | --- | ------ | ---- |
| 2015 | B-Max Racing Team with NDDP | Toyota TOM’S | SUZ | SUZ | MO1 | MO1 | MO1 | OK1 | OK1 | FU1 | FU1 | OK2 | OK2 | FU2 | FU2 | MO2 | MO2 | SUG | SUG | 43     | 5.   |
| 2015 | B-Max Racing Team with NDDP | Toyota TOM’S | 4   | 5   | 6   | 6   | 6   | 2   | 4   |     |     | 3   | 3   | 9   | 6   | 9   | DNF | 2   | 2   | 43     | 5.   |

### Le-Mans-Ergebnisse
| Jahr | Team                      | Fahrzeug             | Teamkollege        | Teamkollege       | Platzierung | Ausfallgrund |
| ---- | ------------------------- | -------------------- | ------------------ | ----------------- | ----------- | ------------ |
| 2011 | Signatech Nissan          | Oreca 03             | Soheil Ayari       | Franck Mailleux   | Rang 9      |              |
| 2012 | Greaves Motorsport        | Zytek Z11SN          | Martin Brundle     | Alex Brundle      | Rang 15     |              |
| 2013 | Greaves Motorsport        | Zytek Z11SN          | Jann Mardenborough | Michael Krumm     | Rang 9      |              |
| 2014 | Nissan Motorsports Global | Nissan ZEOD RC       | Wolfgang Reip      | Satoshi Motoyama  | Ausfall     | Elektrik     |
| 2015 | Nissan Motorsports        | Nissan GT-R LM Nismo | Tsugio Matsuda     | Mark Schulschizki | Ausfall     | Aufhängung   |

### Sebring-Ergebnisse
| Jahr | Team             | Fahrzeug | Teamkollege     | Teamkollege  | Platzierung | Ausfallgrund |
| ---- | ---------------- | -------- | --------------- | ------------ | ----------- | ------------ |
| 2011 | Signatech Nissan | Oreca 03 | Franck Mailleux | Soheil Ayari | Rang 30     |              |

### Einzelergebnisse in der FIA-Langstrecken-Weltmeisterschaft
| Saison | Team                             | Rennwagen            | 1   | 2   | 3   | 4   | 5   | 6   | 7   | 8   |
| ------ | -------------------------------- | -------------------- | --- | --- | --- | --- | --- | --- | --- | --- |
| 2012   | Greaves Motorsport               | Zytek Z11SN          | SEB | SPA | LEM | SIL | SAO | BAH | FUJ | SHA |
| 2012   | Greaves Motorsport               | Zytek Z11SN          |     |     | 15  | 12  |     |     |     |     |
| 2013   | Greaves Motorsport               | Zytek Z11SN          | SIL | SPA | LEM | SAO | AUS | FUJ | SHA | BAH |
| 2013   | Greaves Motorsport               | Zytek Z11SN          | 9   |     |     |     |     |     |     |     |
| 2014   | Nissan Motorsports International | Nissan ZEOD RC       | SIL | SPA | LEM | AUS | FUJ | SHA | BAH | SAO |
| 2014   | Nissan Motorsports International | Nissan ZEOD RC       | DNF |     |     |     |     |     |     |     |
| 2015   | Nissan Motorsports International | Nissan GT-R LM Nismo | SIL | SPA | LEM | NÜR | AUS | FUJ | SHA | BAH |
| 2015   | Nissan Motorsports International | Nissan GT-R LM Nismo | DNF |     |     |     |     |     |     |     |